# كونستانز يان
كونستانز يان (بالألمانية: Constanze Jahn)‏ هي لاعبة شطرنج ألمانية، ولدت في 1963.

## وصلات خارجية
- كونستانز يان على موقع الاتحاد الدولي للشطرنج (الإنجليزية)
- كونستانز يان على موقع مباريات الشطرنج (الإنجليزية)
- كونستانز يان على موقع 365Chess.com (الإنجليزية)
- كونستانز يان على موقع Chesstempo.com (الإنجليزية)
- كونستانز يان سجل أولمبياد الشطرنج للسيدات على موقع OlimpBase.org (الإنجليزية)